# 克雷斯潘 (阿韦龙省)
克雷斯潘（法語：Crespin，法語發音：[kʁɛspɛ̃]）是法国阿韦龙省的一个市镇，属于鲁埃格自由城区。

## 地理
克雷斯潘（44°9'38"N, 2°17'0"E）面积18.35 平方千米，位于法国奧克西塔尼大區阿韦龙省，该省份为法国南部内陆省份，位于法國中央高原南部，北起顺时针与康塔爾省、洛泽尔省、加尔省、埃罗省、塔恩省、塔恩-加龙省和洛特省接壤。
与克雷斯潘接壤的市镇（或旧市镇、城区）包括：卡巴内斯、卡斯泰尔马里、托里亚克德诺塞勒、米朗多勒-布尔纽纳克、庞珀洛讷。

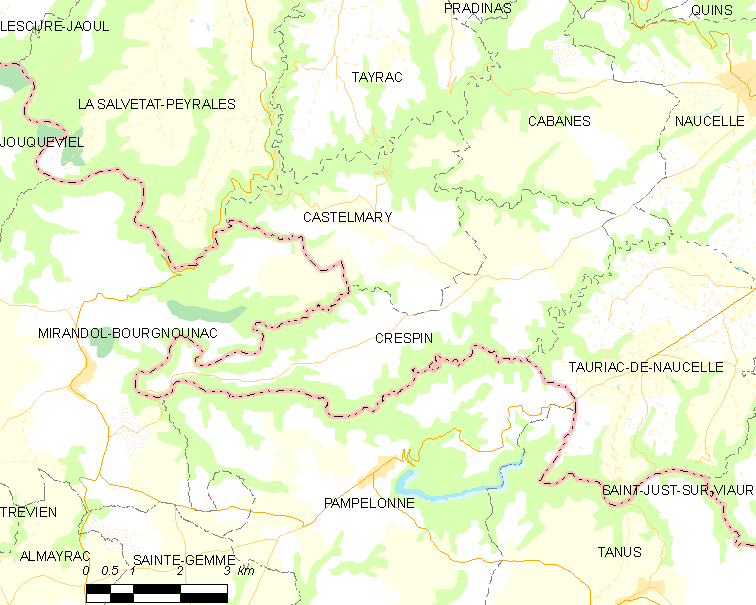
的OSM定位图

克雷斯潘的时区为UTC+01:00、UTC+02:00（夏令时）。

## 行政
克雷斯潘的邮政编码为12800，INSEE市镇编码为12085。

## 政治
克雷斯潘所属的省级选区为阿韦龙-塔恩县。

## 人口

1962-2008年间人口变化图示

克雷斯潘于2022年1月1日时的人口数量为317人。